# Lijst van voetbalinterlands Kameroen - Togo
Deze lijst van voetbalinterlands is een overzicht van alle officiële voetbalwedstrijden tussen de nationale teams van Kameroen en Togo. De landen hebben tot op heden twintig keer tegen elkaar gespeeld. De eerste wedstrijd, een groepswedstrijd tijdens de Afrika Cup 1972, vond plaats op 26 februari 1972 in Yaoundé. Het laatste duel, een kwalificatiewedstrijd voor het Wereldkampioenschap voetbal 2014, werd gespeeld in Lomé op 9 juni 2013.

## Wedstrijden
| №  | Plaats  | Datum             | Competitie                   | Wedstrijd       | Uitslag |
| -- | ------- | ----------------- | ---------------------------- | --------------- | ------- |
| 1  | Yaoundé | 26 februari 1972  | Afrika Cup 1972              | Kameroen − Togo | 2 − 0   |
| 2  | Yaoundé | 14 september 1975 | Afrika Cup 1976 kwalificatie | Kameroen − Togo | 3 − 0   |
| 3  | Lomé    | 28 september 1975 | Afrika Cup 1976 kwalificatie | Togo − Kameroen | 4 − 0   |
| 4  | Douala  | 5 april 1981      | Afrika Cup 1982 kwalificatie | Kameroen − Togo | 4 − 0   |
| 5  | Lomé    | 19 april 1981     | Afrika Cup 1982 kwalificatie | Togo − Kameroen | 2 − 2   |
| 6  | Abidjan | 7 maart 1984      | Afrika Cup 1984              | Kameroen − Togo | 4 − 1   |
| 7  | Douala  | 18 december 1994  | Vriendschappelijk            | Kameroen − Togo | 1 − 1   |
| 8  | Lomé    | 10 november 1996  | WK 1998 kwalificatie         | Togo − Kameroen | 2 − 4   |
| 9  | Yaoundé | 27 april 1997     | WK 1998 kwalificatie         | Kameroen − Togo | 2 − 0   |
| 10 | Caïro   | 24 december 1997  | Vriendschappelijk            | Kameroen − Togo | 3 − 1   |
| 11 | Kumasi  | 31 januari 2000   | Afrika Cup 2000              | Kameroen − Togo | 0 − 1   |
| 12 | Lomé    | 28 januari 2001   | WK 2002 kwalificatie         | Togo − Kameroen | 0 − 2   |
| 13 | Yaoundé | 1 juli 2001       | WK 2002 kwalificatie         | Kameroen − Togo | 2 − 0   |
| 14 | Sikasso | 29 januari 2002   | Afrika Cup 2002              | Kameroen − Togo | 3 − 0   |
| 15 | Caïro   | 25 januari 2006   | Afrika Cup 2006              | Kameroen − Togo | 2 − 0   |
| 16 | Lomé    | 7 februari 2007   | Vriendschappelijk            | Togo − Kameroen | 2 − 2   |
| 17 | Accra   | 28 maart 2009     | WK 2010 kwalificatie         | Togo − Kameroen | 1 − 0   |
| 18 | Yaoundé | 10 oktober 2009   | WK 2010 kwalificatie         | Kameroen − Togo | 3 − 0   |
| 19 | Yaoundé | 23 maart 2013     | WK 2014 kwalificatie         | Kameroen − Togo | 2 − 1   |
| 20 | Lomé    | 9 juni 2013       | WK 2014 kwalificatie         | Togo − Kameroen | 0 − 3   |

## Samenvatting
| Competitie              | Totaal gespeeld | Winst Kameroen | Gelijk | Winst Togo | Doelsaldo Kameroen – Togo |
| ----------------------- | --------------- | -------------- | ------ | ---------- | ------------------------- |
| WK-kwalificatie         | 8               | 7              | 0      | 1          | 18 − 4                    |
| Afrika Cup              | 5               | 4              | 0      | 1          | 11 − 2                    |
| Afrika Cup-kwalificatie | 4               | 2              | 1      | 1          | 9 − 6                     |
| Vriendschappelijk       | 3               | 1              | 2      | 0          | 6 − 4                     |
| Totaal                  | 20              | 14             | 3      | 3          | 44 − 16                   |

## Details

### Zesde ontmoeting
| Afrika Cup 1984 (Abidjan, Ivoorkust, 7 maart 1984):                               |       |                      |
| Kameroen                                                                          | 4 – 1 | Togo                 |
| Bonaventure Djonkep 7' Théophile Abega 21' Ibrahim Aoudou 45' Théophile Abega 61' | goals | 56' Rafiou Moutairou |

FCF · A-internationals · Selecties · Bondscoaches · Statistieken · Kameroens vrouwenelftal · Kameroen U21 · Kameroen U20 · Kameroen U19 · Kameroen U18 · Kameroen U17
1960 – 1969 · 
1970 – 1979 · 
1980 – 1989 · 
1990 – 1999 · 
2000 – 2009 · 
2010 – 2019 ·
2020 − 2029
CC 2001 · 
CC 2003
WK 1982 · 
WK 1990 · 
WK 1994 · 
WK 1998 · 
WK 2002 · 
WK 2010 · 
WK 2014 ·
WK 2022
OS 1984 · 
OS 2000 · 
OS 2008
1961 · 
1960 · 
1961 · 
1962 · 
1963 · 
1964 · 
1965 · 
1966 · 
1967 · 
1968 · 
1969 · 
1970 · 
1971 · 
1972 · 
1973 · 
1974 · 
1975 · 
1976 · 
1977 · 
1978 · 
1979 · 
1980 · 
1981 · 
1982 · 
1983 · 
1984 · 
1985 · 
1986 · 
1987 · 
1988 · 
1989 · 
1990 · 
1991 · 
1992 · 
1993 · 
1994 · 
1995 · 
1996 · 
1997 · 
1998 · 
1999 · 
2000 · 
2001 · 
2002 · 
2003 · 
2004 · 
2005 · 
2006 · 
2007 · 
2008 · 
2009 · 
2010 · 
2011 · 
2012 · 
2013 ·
2014 ·
2015 ·
2016 ·
2017 ·
2018 ·
2019 ·
2020 ·
2021 ·
2022
Albanië ·
Algerije ·
Angola ·
Argentinië ·
Australië ·
Benin ·
Bolivia ·
Brazilië ·
Bulgarije ·
Burkina Faso ·
Burundi ·
Canada ·
Centraal-Afrikaanse Republiek ·
Chili ·
Colombia ·
Comoren ·
Congo-Brazzaville ·
Congo-Kinshasa ·
Costa Rica ·
Cuba ·
Denemarken ·
Duitsland ·
Egypte ·
Engeland ·
Equatoriaal-Guinea ·
Eritrea ·
Ethiopië ·
Finland ·
Frankrijk ·
Gabon ·
Gambia ·
Georgië ·
Ghana ·
Griekenland ·
Guinee ·
Guinee-Bissau ·
Ierland ·
India ·
Indonesië ·
Iran ·
Italië ·
Ivoorkust ·
Jamaica ·
Japan ·
Kaapverdië ·
Kenia ·
Koeweit ·
Kroatië ·
Lesotho ·
Liberia ·
Libië ·
Luxemburg ·
Madagaskar ·
Malawi ·
Mali ·
Marokko ·
Mauritanië ·
Mauritius ·
Mexico ·
Moldavië · 
Mozambique ·
Namibië ·
Nederland ·
Niger ·
Nigeria ·
Noord-Macedonië ·
Noorwegen ·
Oeganda ·
Oekraïne ·
Oezbekistan ·
Oostenrijk ·
Panama ·
Paraguay ·
Peru ·
Polen ·
Portugal ·
Roemenië ·
Rusland ·
Rwanda ·
Saoedi-Arabië ·
Sao Tomé en Principe ·
Senegal ·
Servië ·
Sierra Leone ·
Slowakije ·
Soedan ·
Somalië ·
Sovjet-Unie ·
Swaziland ·
Tanzania ·
Thailand · 
Togo ·
Tsjaad ·
Tunesië ·
Turkije ·
Verenigde Staten ·
Zambia ·
Zimbabwe ·
Zuid-Afrika ·
Zuid-Korea ·
Zuid-Soedan ·
Zweden ·
Zwitserland
Brazilië (2014) · 
Brazilië (2022) · 
Denemarken (2010) · 
Egypte (2017) ·
Frankrijk (2003) · 
Italië (1982) · 
Japan (2010) · 
Kroatië (2014) · 
Mexico (2014) ·
Nederland (2010) · 
Peru (1982) · 
Polen (1982) · 
Servië (2022)
FTF · Selecties · Togolees vrouwenelftal
1950 – 1959 · 
1960 – 1969 · 
1970 – 1979 · 
1980 – 1989 · 
1990 – 1999 · 
2000 – 2009 · 
2010 – 2019 ·
2020 − 2029
WK 2006
Algerije ·
Angola ·
Bahrein ·
Benin ·
Botswana ·
Bukina Faso ·
Centraal-Afrikaanse Republiek ·
Chili ·
Comoren ·
Congo-Bazzaville ·
Congo-Kinshasa ·
Denemarken ·
Djibouti ·
Egypte ·
Equatoriaal-Guinea ·
Ethiopië ·
Frankrijk ·
Gabon ·
Gambia ·
Ghana ·
Guinee ·
Guinee-Bissau ·
Iran ·
Ivoorkust ·
Japan ·
Kaapverdië ·
Kameroen ·
Kenia ·
Lesotho ·
Liberia ·
Libië ·
Liechtenstein ·
Luxemburg ·
Madagaskar ·
Malawi ·
Mali ·
Marokko ·
Mauritanië ·
Mauritius ·
Mozambique ·
Namibië ·
Niger ·
Nigeria ·
Oeganda ·
Oman ·
Paraguay ·
Rwanda ·
Sao Tomé en Principe ·
Saoedi-Arabië ·
Senegal ·
Sierra Leone ·
Soedan ·
Swaziland ·
Tsjaad ·
Tunesië ·
Verenigde Arabische Emiraten ·
Zambia ·
Zimbabwe ·
Zuid-Korea ·
Zuid-Soedan ·
Zwitserland
Frankrijk (2006) · 
Zuid-Korea (2006) · 
Zwitserland (2006)